# Cota altissima
Cota altissima (роман найвищий, роман високий як Anthemis altissima) — вид рослин із родини айстрових (Asteraceae).

## Біоморфологічна характеристика

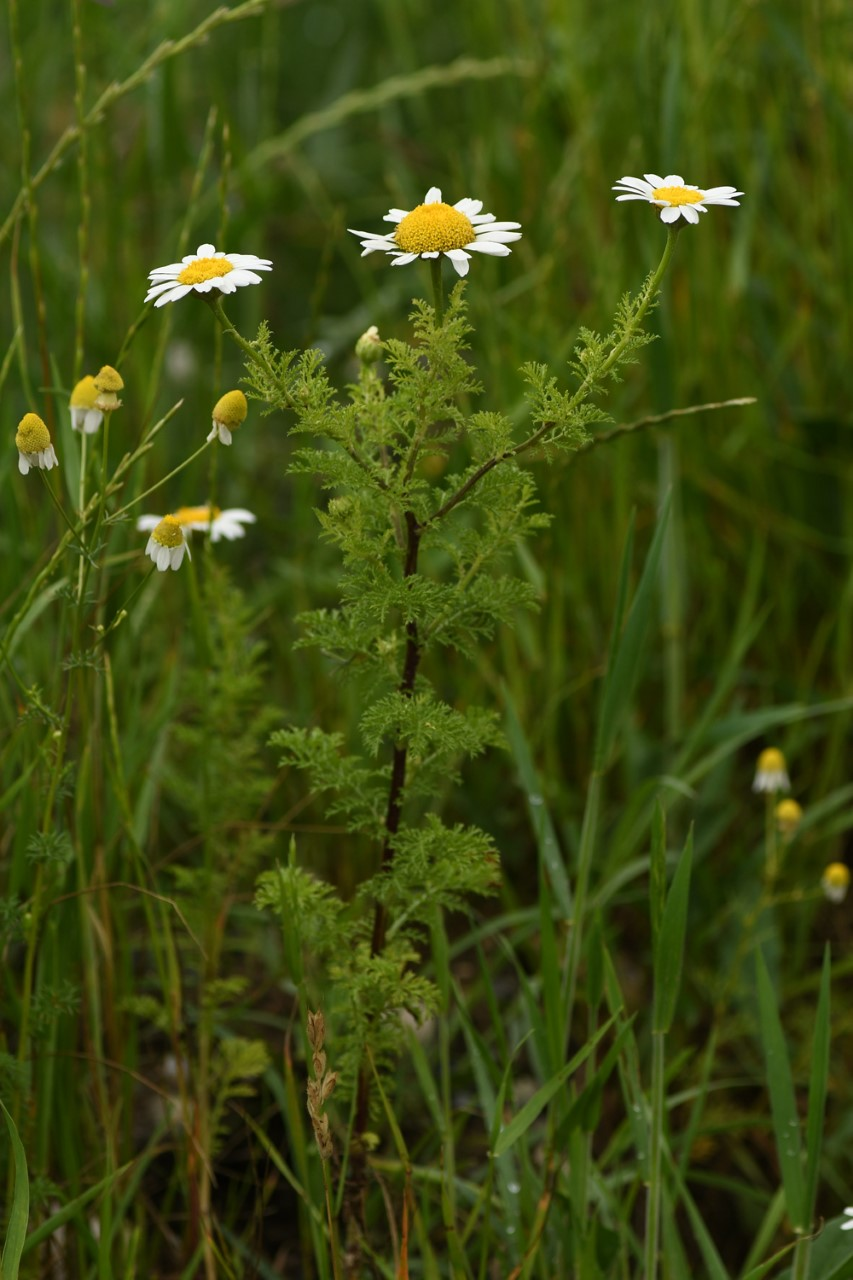

Однорічна рослина, міцна, волосиста чи майже гола, 20–120 см заввишки, прямовисна з розлогими гілками майже від основи. Листки яйцюваті чи яйцювато-довгасті, 2–3-глибоко-перисторозсічені на лінійно-ланцетні, кінцеві сегменти завдовжки 3–6 мм. Квітконоси до 7.5 см завдовжки, на кінці при плодах потовщені. Квіткові голови (2)2.5–4(5) см в поперечнику. Зовнішні приквітки яйцюваті, 4–6 × 2–2.5 мм, гострі, внутрішні від довгасто-ланцетних до дещо еліптично-довгастих, 7–8 × 2.5–3 мм. Променеві квіточки жіночі, плодючі, з голою трубкою віночка, язичків ≈ 18–20, еліптичні, 7.5–12.5 × ≈ 3 мм, білі. Дискові квіточки жовті, ≈ 4 мм завдовжки, з голою трубкою. Ципсели (плоди) ≈ 2–3 мм завдовжки, дещо стиснуто-зворотно-пірамідальні, дуже вузько крилаті, є по 7–10 смуг на двох помітних бічних ребрах; поверхня гладка, тьмяна, від блідо до темно-коричневої. Період цвітіння: травень — серпень. 2n=18. 

## Середовище проживання
Зростає у Євразії від Британії до зх. Пакистану; вид інтродукований на Далекому сході Росії.
Населяє культивовані ландшафти, смітники.
В Україні зростає на сухих схилах, по смітниках — на півдні, рідко в ок. Херсона та в Кримській обл..